# Súľov-Hradná
Súľov-Hradná je obec na Slovensku v okrese Bytča. Jedná se o dvojici vesnic, v roce 1898 sloučených do jedné obce. Žije v ní přibližně 1 000 obyvatel.

## Historie
První písemná zmínka o obci Súľov pochází z roku 1193 a o obci Hradná z roku 1408.

## Přírodní poměry
Obec se nachází v nadmořské výšce 400 metrů a rozkládá na ploše 22,952 km². V jejím správním území leží přírodní památky Súľovský hrádok, Šarkania diera a část národní přírodní rezervace Súľovské skály.

## Pamětihodnosti
V části Súľov stojí římskokatolický renesanční kostel svatého Michaela archanděla z roku 1616. Jedná se o jeden z nejstarších protestantských kostelů na Slovensku – vystavili ho totiž místní evangelíci. U návsi stojí barokní kostel z roku 1750, využívaný evangelíky. V Súľově jsou rovněž dva kaštely. První z nich, z roku 1592, stojí ve středu vesnice obklopený zahradou, je restaurovaný a obývaný. Druhý byl postavený roku 1603, je situovaný při silnici na Jablonové. Třetí kaštel v obci se nachází v části Hradná a jedná se o zříceninu. Postaven byl kolem roku 1600. Ve skalách severozápadně od vesnice se dochovala zřícenina hradu Súľov.

## Osobnosti
- Zuzana Smatanová (* 1984), pop-rocková zpěvačka

## Galerie

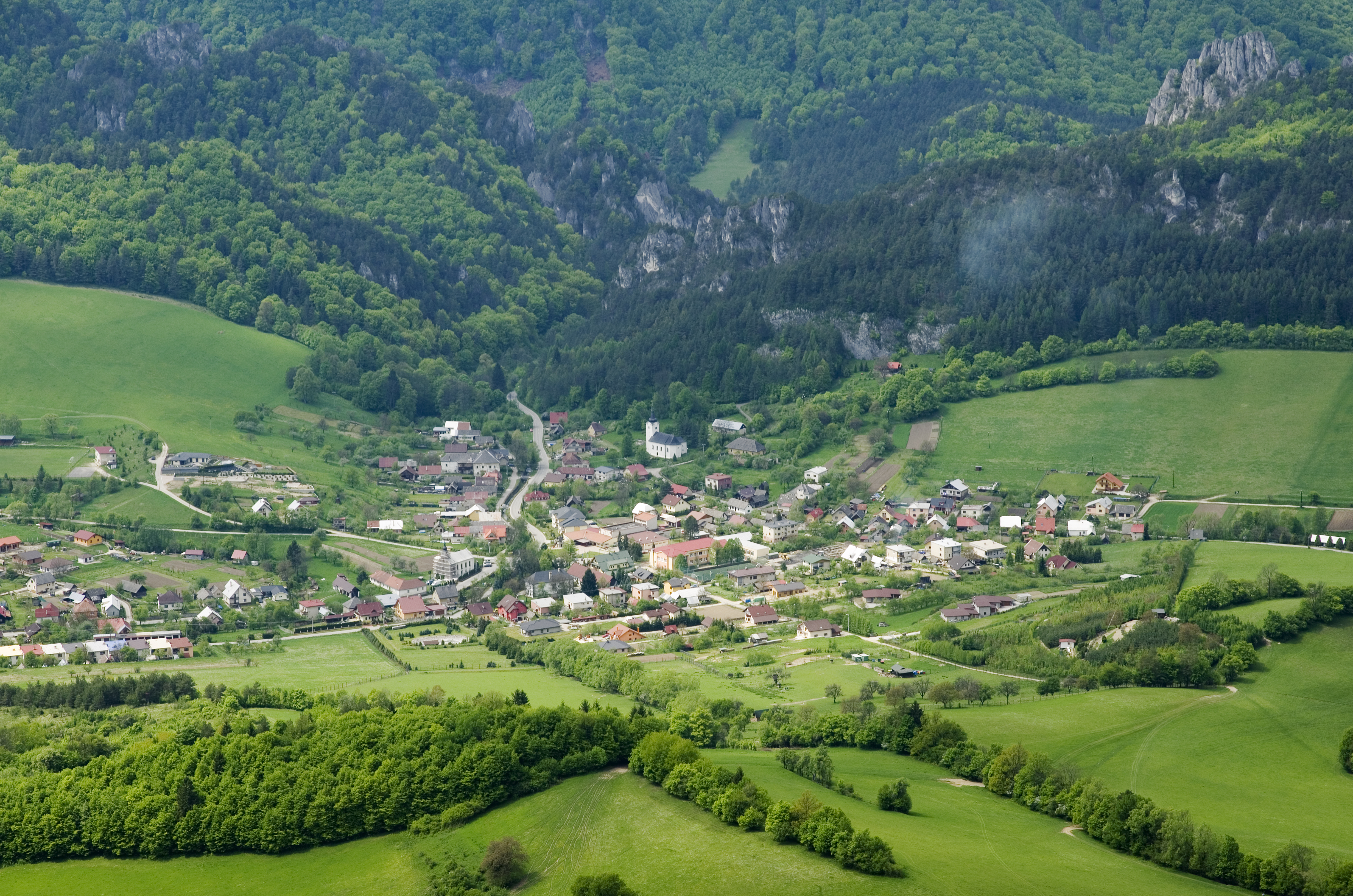
Obec Súľov-Hradná, část Súľov
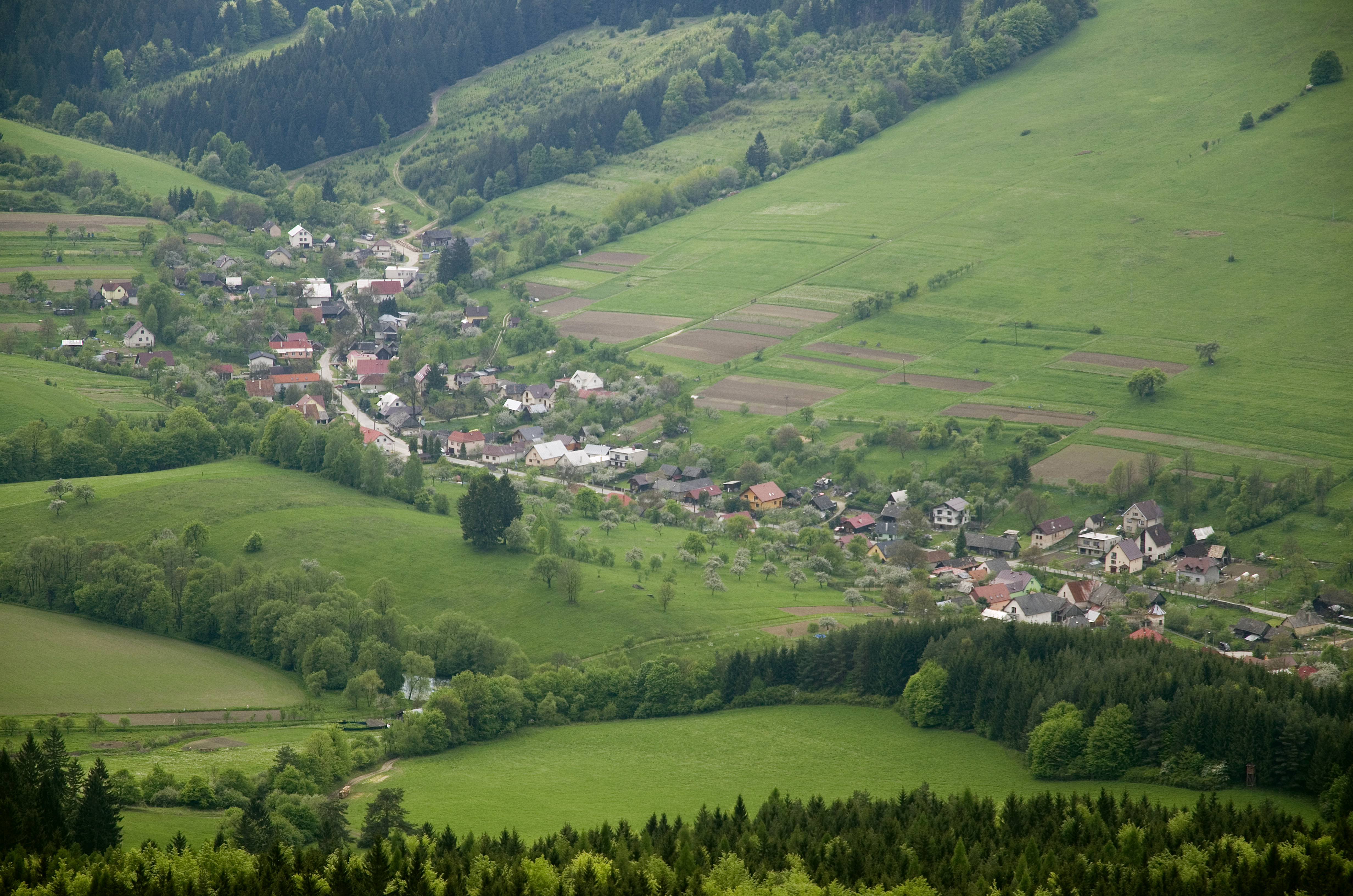
Obec Súľov-Hradná, část Hradná
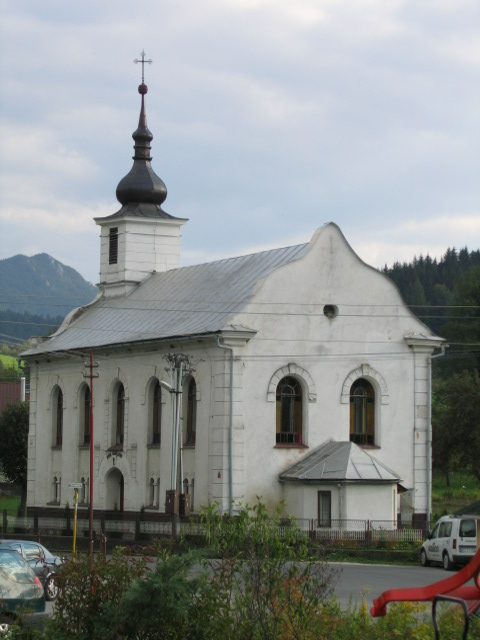
Evangelický kostel
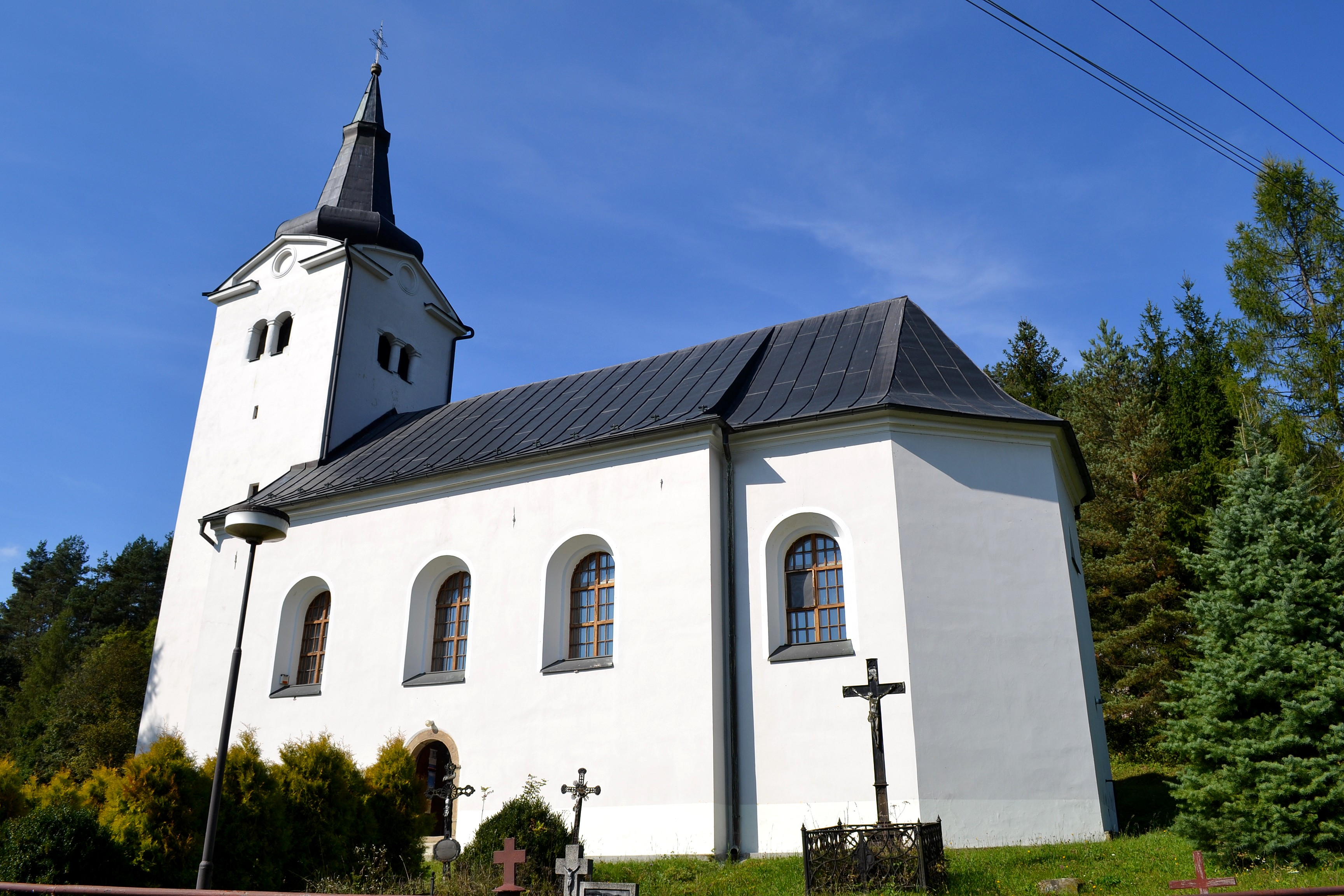
Kostel svatého Michaela
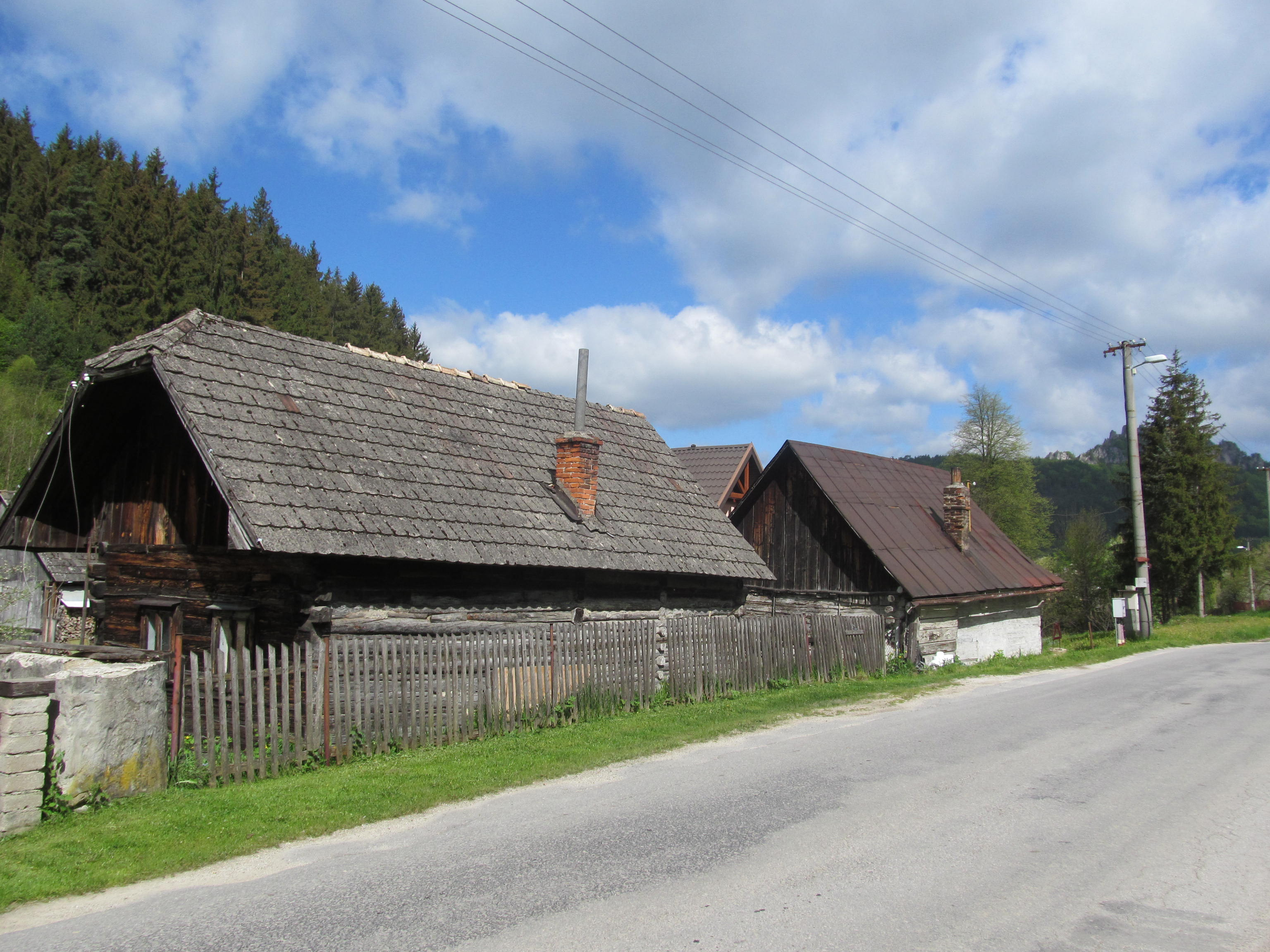
Roubené domy